# EVO2
EVO2 je dvoučlánková šestinápravová nízkopodlažní tramvaj vyvinutá a vyrobená českou Aliancí TW Team (Pragoimex, VKV Praha a Krnovské opravny a strojírny).

## Historie
Po úspěšném vývoji a sériové výrobě tramvají řady Vario byl na požadavek Dopravního podniku měst Liberce a Jablonce nad Nisou vyvinut nový typ šestinápravového článkového vozu s označením EVO2. Tramvaj je oproti řadě Vario, která vycházejí z tramvají T3 a tedy koncepce PCC, postavena na nové konstrukci, která umožnila zvýšit podíl nízké podlahy. Za prototyp zaplatil dopravní podnik 38 milionů korun bez DPH. Autorem designu tramvaje je architekt Ondřej Hilský.
Prototyp byl v květnu roku 2012 dovezen do Liberce, mezi červencem a zářím toho roku absolvoval zkušební jízdy bez cestujících. Cestující poprvé svezl při předváděcím provozu dne 22. září v rámci dne otevřených dveří v liberecké vozovně, do zkušebního provozu s cestujícími byl s evidenčním číslem 84 zařazen 25. září 2012. V červnu 2013 obdržel prototypový vůz průkaz způsobilosti drážního vozidla a byl zařazen do běžného provozu.
Rámcový kontrakt pro Liberec čítal osm kusů tramvají typu EVO2, výroba zbylých sedmi vozů ale byla odložena, neboť byla zastavena příprava nové tratě do Rochlice, pro které měly být tramvaje EVO2 určeny. V červnu 2013 již dopravní podnik s nákupem těchto vozidel nepočítal, názor by změnil pouze v případě, kdyby získal na jejich pořízení dotace.
V září 2017 vypsaly Plzeňské městské dopravní podniky soutěž na dodávku až 16 středněkapacitních vozů poté, co předchozí zakázku z března pro nesrovnalosti zrušily. V listopadu 2017 vyšel z této soutěže jako vítěz TW Team modelem EVO2 s cenou 32,75 mil. Kč za vůz. Devět vozů bylo objednáno závazně, na dalších sedm se vztahovala opce. První vůz byl dodán v květnu 2019. Opce byla nakonec uplatněna celá. Poslední vůz byl dodán v říjnu 2021.
V dubnu 2018 vypsal Dopravní podnik měst Mostu a Litvínova tendr na dodávku tří středněkapacitních vozů s lhůtou pro podání nabídek 3 týdny. Podmínky tendru splňoval v době vypsání pouze TW Team s modelem EVO2, který tuto tramvaj nabídnul a zakázku získal s cenou 34,65 mil. Kč za vůz, přičemž odhadovaná cena byla 33,8 mil. Kč na vůz. První vůz byl dodán v prosinci 2019. Ještě před dodáním prvního vozu, v červnu 2019, byl uzavřen další tendr na dva vozy, který rovněž vyhrál TW Team s modelem EVO2. Tentokrát byla cena za vůz 39,5 mil. Kč. Vozy z první zakázky byly zařazeny do provozu na jaře 2020, ze druhé zakázky pak na přelomu zimy a jara 2023. Další výběrové řízení na šest vozů vypsal mostecký podnik počátkem roku 2024. Lhůta pro podání nabídek byla jeden měsíc. I z tohoto řízení vyšel jako vítěz model EVO2 s cenou 48,961 mil. Kč na vůz. Všech šest vozů má být dodáno do dubna 2026.
V září 2018 vyhrála společnost Krnovské opravny a strojírny s typem EVO2 soutěž brněnského dopravního podniku na pořízení až 41 nových 100% nízkopodlažních středněkapacitních tramvají, které si chtěl brněnský DP kompletovat ve svých ústředních dílnách. Komponenty pro první dvě tramvaje měly být dodány do 420 dnů. Rámcová smlouva v celkové hodnotě 1 miliardy Kč uváděla, že zbylé vozy mohou být případně dodány v letech 2020–2025. Oproti dříve vyrobeným vozům tohoto typu jsou tramvaje DPMB vybaveny výzbrojí od společnosti Starman Electronics, pro kterou ji do roku 2023 montovala společnost Cegelec. Jedná se o derivát odvozený od výzbroje TV Europulse z produkce Cegelecu pro vozidla VarioLF2R.E. První z brněnských tramvají EVO2, zvaných Drak, byla do provozu s cestujícími vypravena 24. dubna 2020. Brněnský dopravní podnik následně průběžně objednával komponenty pro montáž i zbylých 39 opčních tramvají (roku 2019 objednáno 7 vozů, 2020 objednáno 9 vozů, 2021 objednáno 7 vozů, 2022 objednány 4 vozy, 2023 objednáno 6 vozů, 2024 objednáno 6 vozů), přičemž od roku 2023 stoupla cena jedné tramvaje z 26,5 milionu korun na 29,1 milionu korun. Kompletace všech vozů má být dokončena v roce 2025.

## Dodávky tramvají
| Současný stát | Město           | Článek | Typ  | Roky dodávek | Počet vozů | Evidenční čísla při dodání | Poznámky                  | Zdroj  |
| ------------- | --------------- | ------ | ---- | ------------ | ---------- | -------------------------- | ------------------------- | ------ |
| Česko         | Brno            | článek | EVO2 | 2020–2025    | 38         | 1822–1859                  |                           | [ 19 ] |
| Česko         | Liberec         | článek | EVO2 | 2012         | 1          | 84                         | prototyp                  | [ 3 ]  |
| Česko         | Most – Litvínov | článek | EVO2 | 2019–2021    | 5          | 320–324                    |                           | [ 20 ] |
| Česko         | Plzeň           | článek | EVO2 | 2019–2021    | 16         | 369–384                    | 369 – „plzeňský“ prototyp | [ 21 ] |

## Galerie

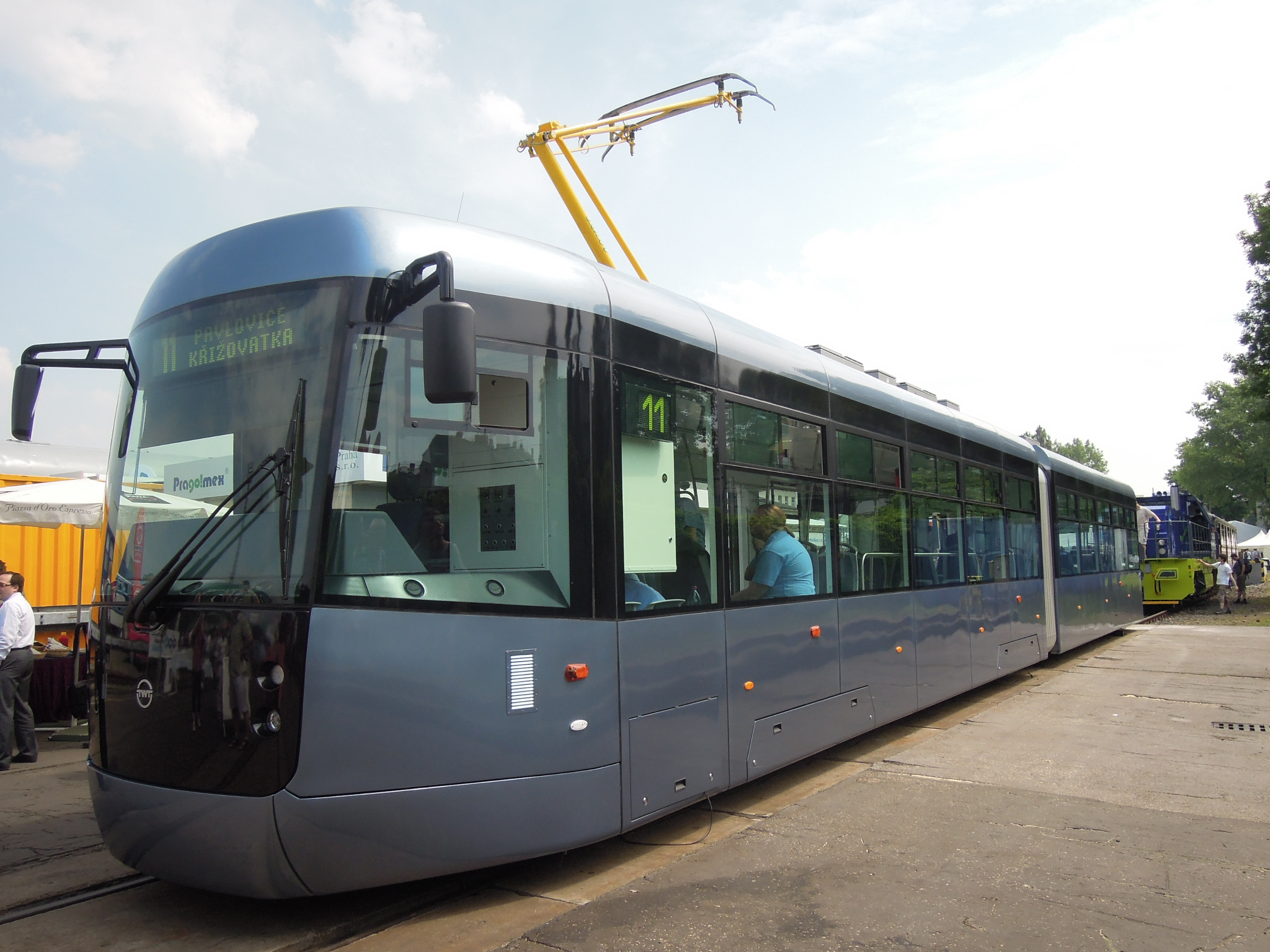
Prototyp tramvaje EVO2 na veletrhu Czech Raildays 2012
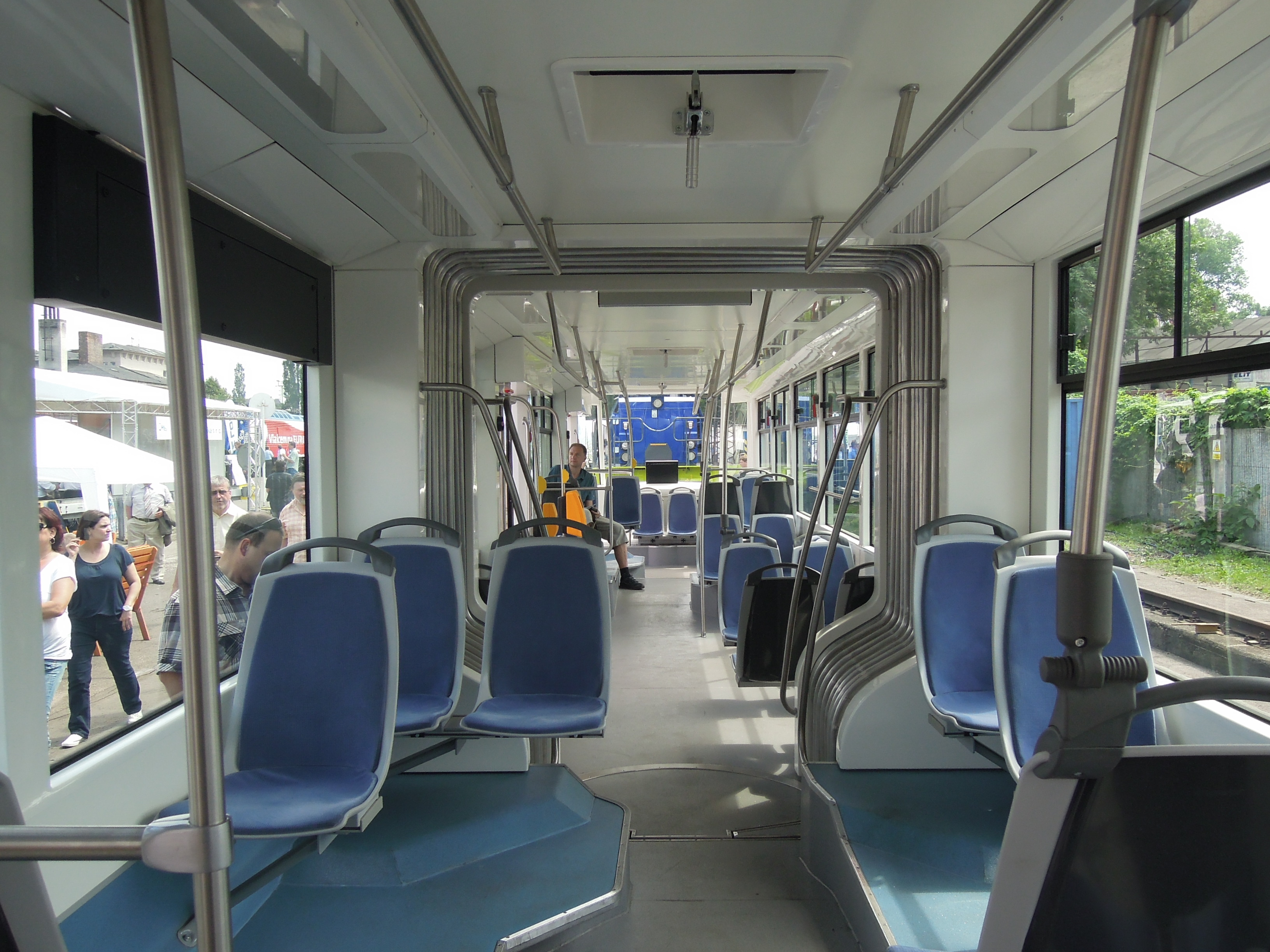
Původní interiér prototypu
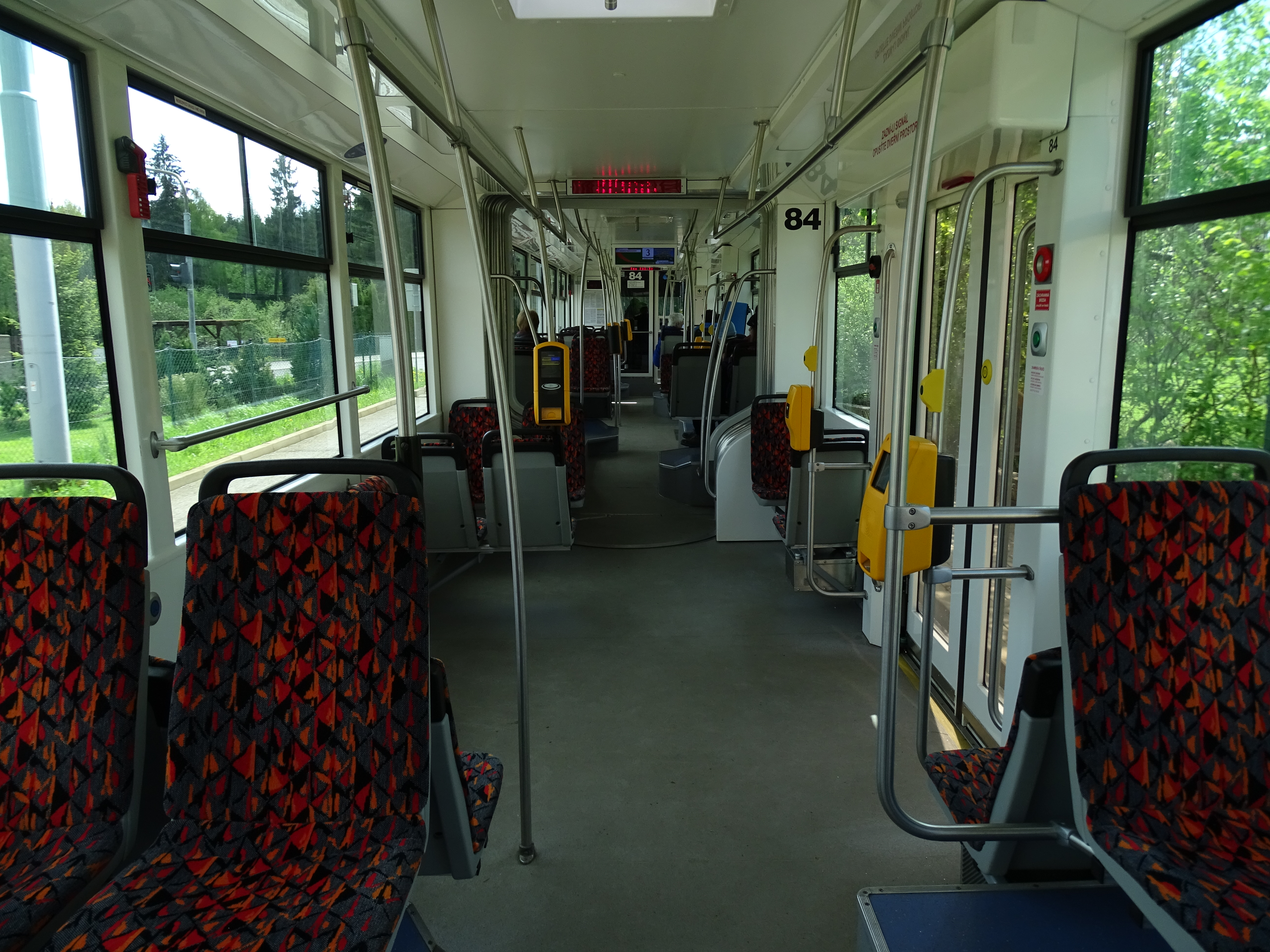
Upravený interiér liberecké tramvaje EVO2
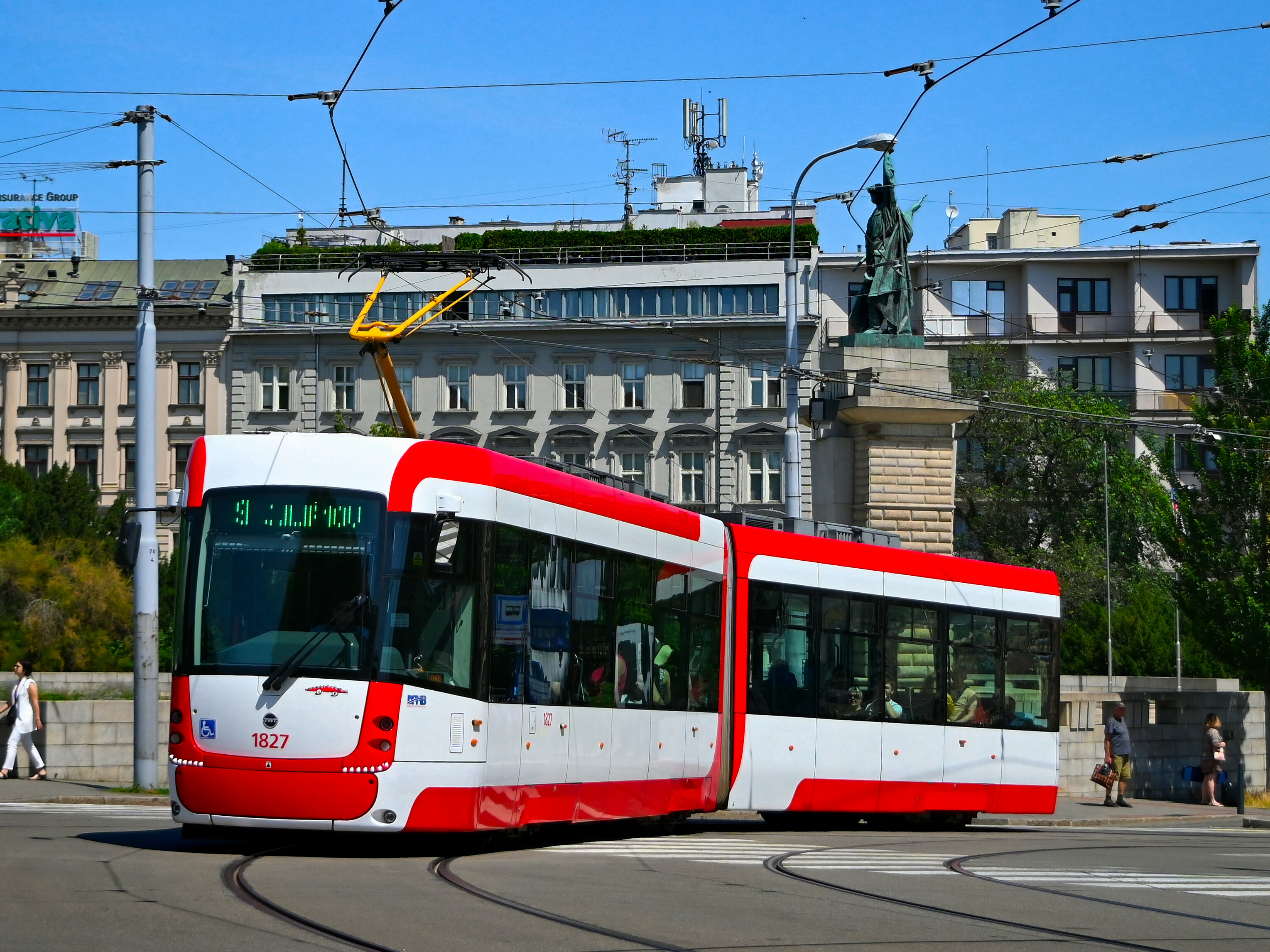
EVO2 v Brně
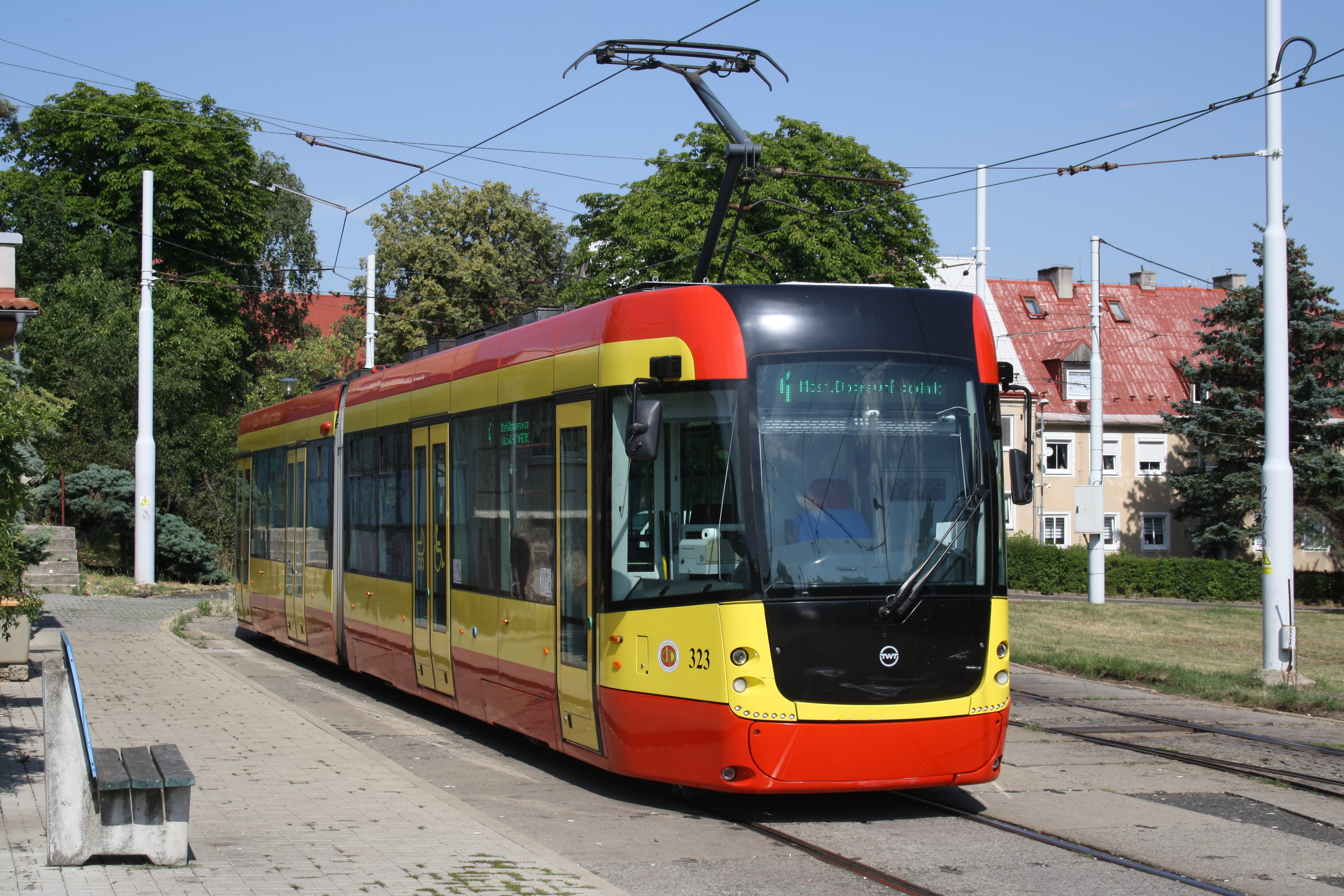
EVO2 v Litvínově